# Koninkrijk Shu
Het koninkrijk Shu (蜀) of Shu Han was een van de Drie Koninkrijken van China in de periode 221-263. Het rijk lag in het bergachtige gebied in westelijk China (Sichuan), met als hoofdstad Chengdu.

## Ontstaan
Liu Bei, een Han-generaal van keizerlijke bloede, besloot rond het jaar 180 samen met Guan Yu en Zhang Fei te proberen de Han-dynastie te herstellen, die al enkele jaren in chaos verkeerde, verergerd door de Gele Tulbandenopstand in 184.
De drie broeders zwierven van de ene krijgsheer naar de andere, maar die hadden geen interesse in het herstellen van de Han, of konden dat niet.
Toen kregen ze advies van Zhuge Liang, die Liu Bei voorstelde zijn eigen rijk te stichten in westelijk China.

### Liu Bei vlucht
In 207 probeerde Cao Cao, de voormalige heer van Liu Bei, met hem af te rekenen vóór hij een grotere bedreiging zou worden, en zette een groot leger in om hem gevangen te nemen. Liu Bei en zijn vele volgelingen (veelal gewone boeren) vluchtten bijna hulpeloos naar het zuiden, achtervolgd door de ruiters van Cao Cao. Maar Zhang Fei wist hen tegen te houden door een enorme brul los te laten, waarmee hij de vijand afschrikte.

### Verbond met Wu
Hierna sloot Liu Bei een verbond met Sun Quan van het koninkrijk Wu. Ondertussen verzamelde Cao Cao een groot leger om het hele zuiden te onderwerpen. Na lang aarzelen besloten de bondgenoten te vechten, en bedachten de twee strategen Zhuge Liang en Zhou Yu een tactiek. De daaropvolgende Slag bij de Rode Muur werd gewonnen door de bondgenoten, waarna Cao Cao zich moest terugtrekken.
De bondgenoten besloten dat Liu Bei zolang de provincie Jing mocht 'lenen' van Wu, om als basis te gebruiken om de westelijke provincie Yi te veroveren. Zodra het Liu Bei gelukt was daar zijn eigen staat te stichten, zou Jing weer teruggegeven worden aan Wu. Daarna zouden de twee staten samenwerken om Cao Cao te verslaan.

### Verovering van Yi
Zhuge Liang en Pang Tong bereidden in Jing de campagne voor om Yi te veroveren. Dit nam veel tijd in beslag en werd vertraagd door Liu Bei's twijfel. De gouverneur van Yi was namelijk Liu Zhang, een familielid. Uiteindelijk hakte hij de knoop door en viel de westelijke provincie in 214 binnen. Na een veldtocht, waarin onder andere Pang Tong, Zhang Fei en Huang Zhong een grote bijdrage aan leverden, werd Yi nog in hetzelfde jaar veroverd. De provincies Yi en Jing vormden samen de basis van het toekomstige Shu-rijk.

## Geschiedenis van Shu
In 221 werd de Shu-Han-dynastie door Liu Bei gesticht als reactie op het afzetten van de laatste Han-keizer Xian het jaar ervoor. Liu Bei wilde de Han-dynastie herstellen, en noemde zijn koninkrijk daarom 'Han'. De wens om Liu Xie, de laatste keizer van de Han-dynastie en rechtmatige troonopvolger, te verlossen van de Cao-familie werd opgegeven. In plaats daarvan plaatste Liu Bei zichzelf op de troon en kon hij zich zo keizer van de Han noemen.

### Oorlog tegen Wu
Omdat Guan Yu in 219 door Lu Meng van Wu terechtgesteld was, wilde Liu Bei zich wreken en trok in 222 ten strijde. Maar in zijn blinde haat maakte hij vele fouten en werd verslagen door de Wu-strateeg Lu Xun in de Slag bij Yiling.
Liu Bei overleed in 223 en werd opgevolgd door zijn zoon Liu Shan. Deze was veel minder bekwaam, en het was Zhuge Liang die in feite de scepter zwaaide in Shu.

### Oorlog tegen Wei
Zhuge Liang begon zes invasies tegen het Wei-rijk, maar slaagde er niet in het te verslaan. Zijn opvolger Jiang Wei organiseerde tien invasies, eveneens zonder succes. Ondertussen brokkelde het rijk van binnenuit langzaam af, omdat eunuchen keizer Liu Shan in hun greep hadden. Daardoor bracht hij zijn tijd slechts met vermaak door en liet anderen voor hem regeren. Dat had tot gevolg dat Shu erg slecht bestuurd werd en Jiang Wei vaak zonder reden van het front gehaald werd.

### Val van Shu
In 263 stuurde Sima Zhao van Wei de generaals Deng Ai (tegen Liu Shan) en Zhong Hui (tegen Jiang Wei) naar Shu om het te veroveren. In 263 of 264 viel het rijk in handen van Wei. Liu Shan en zijn ministers gaven zich over aan Deng Ai. Jiang Wei probeerde, nadat hij Zhong Hui had overgehaald, nog een nieuwe opstand te ontketenen, maar de plot lekte uit en de opstandelingen werden gedood door de soldaten van Wei. Het Shu-rijk had 43 jaar bestaan.